# Rozières-sur-Mouzon
Rozières-sur-Mouzon település Franciaországban, Vosges megyében. Lakosainak száma 69 fő (2022. január 1.). Rozières-sur-Mouzon Blevaincourt, Tollaincourt, Tollaincourt és Rocourt községekkel határos.

## Népesség
A település népessége az elmúlt években az alábbi módon változott:
| Lakosok száma | 72   | 63   | 62   | 63   | 65   | 67   | 68   | 68   | 69   |
|               | 2013 | 2015 | 2016 | 2017 | 2018 | 2019 | 2020 | 2021 | 2022 |